# Пореченский сельсовет (Курская область)
Пореченский сельсовет — сельское поселение в Суджанском районе Курской области Российской Федерации.
Административный центр — село Черкасское Поречное.

## История
Статус и границы сельского поселения установлены Законом Курской области от 21 октября 2004 года № 48-ЗКО «О муниципальных образованиях Курской области».
Законом Курской области от 26 апреля 2010 года № 26-ЗКО в состав сельсовета включены населённые пункты упразднённых Киреевского и Русскопореченского сельсоветов.

## Население
1. Н/Д[6]

## Состав сельского поселения
| №  | Населённый пункт    | Тип населённого пункта       | Население |
| -- | ------------------- | ---------------------------- | --------- |
| 1  | Бахтинка            | деревня                      | ↘143      |
| 2  | Зелёный             | хутор                        | ↘5        |
| 3  | Ивашковский         | хутор                        | ↘122      |
| 4  | Киреевка            | село                         | ↘83       |
| 5  | Косица              | хутор                        | ↘35       |
| 6  | Леонтьевка          | деревня                      | ↘105      |
| 7  | Новочеркасский      | хутор                        | ↘12       |
| 8  | Правда              | хутор                        | ↘66       |
| 9  | Русское Поречное    | село                         | ↘298      |
| 10 | Черкасское Поречное | село, административный центр | ↘768      |